# Cervesina
Cervesina (lombardul: Sëvsèina) település Olaszországban, Lombardia régióban, Pavia megyében. Lakosainak száma 1109 fő (2023. január 1.). Cervesina Corana, Mezzana Rabattone, Pancarana, Voghera és Zinasco községekkel határos.

## Népesség
A település lakossága az elmúlt években az alábbi módon változott:
| Lakosok száma | 1245 | 1242 | 1109 |
|               | 2017 | 2018 | 2023 |